# Agodorp
Agodorp is een wijk in de plaats Ter Apel in de gemeente Westerwolde in de provincie Groningen. Het werd in 1915 gebouwd in de vorm van een tuindorp.
De wijk ligt even ten zuiden van Ter Apel en is gebouwd voor de werknemers van de n.v. AGO, Maatschappij voor het drogen, veredelen en verwerken van hout. De wijk, is net als Burgemeester Beinsdorp een buitenwijk van Ter Apel en ligt in het bos waarin zich het Klooster Ter Apel bevindt. De wijk bestaat uit 90 arbeiderswoningen, gebouwd in een uniforme stijl, en drie woningen voor de directie.

## Fabriek
De AGO-fabriek werd na de aanleg van het Ruiten-Aa-kanaal in 1917 opgericht als een drogerij en conservenfabriek voor Aardappelen, Groenten en Ooft (AGO). Mogelijk vanwege de slechte exportmogelijkheden tijdens de Eerste Wereldoorlog begon het bedrijf echter in 1919 met een houtperserij. Een bekend product werd 'Lignostone' (steenhout). Hiervoor werden dunne houtlaagjes onder hoge druk en met toevoeging van kunstharsen samengeperst tot een houtproduct dat bijna net zo sterk was als staal, maar dan veel lichter. Van dit materiaal werden vooral weefspoelen (schietspoelen voor de textielindustrie) en houten gereedschappen gemaakt, maar ook tafelbladen, ski's en propellers voor vliegtuigen van onder andere Fokker en De Havilland. Ten tijde van de Tweede Wereldoorlog had de fabrieksleiding ook de leiding over zustermaatschappij Röchling Limestone, die werd gebruikt om Nederlanders daar te laten werken om zo onder de Arbeitseinsatz uit te komen.
In 1965 werd de naam gewijzigd naar AGO Lignostone. In de jaren 1970 leed het bedrijf verlies en werd in 1973 overgenomen door een Brits bedrijf. In 1977 ging het bedrijf ondanks diverse financiële injecties van dit bedrijf en de Rijksoverheid uiteindelijk toch (technisch) failliet. Het bedrijf werd daarop overgenomen door de NOM en de Rotterdamse holdingmaatschappij Arcade. De nieuwe fabrieksnaam werd Lignostone. Het bedrijf werd vervolgens verplaatst naar de Mercuriusweg, waarop de oude fabrieksgebouwen werden overgenomen door andere bedrijven. In 1980 liet de NOM Lignostone failliet gaan omdat zij onvoldoende perspectief zag voor de toekomst. Een werknemer nam het bedrijf echter over en wist het weer winstgevend te maken. In 2003 ging het bedrijf opnieuw failliet, maar maakte een doorstart en is nog steeds in bedrijf aan de Mercuriusweg.

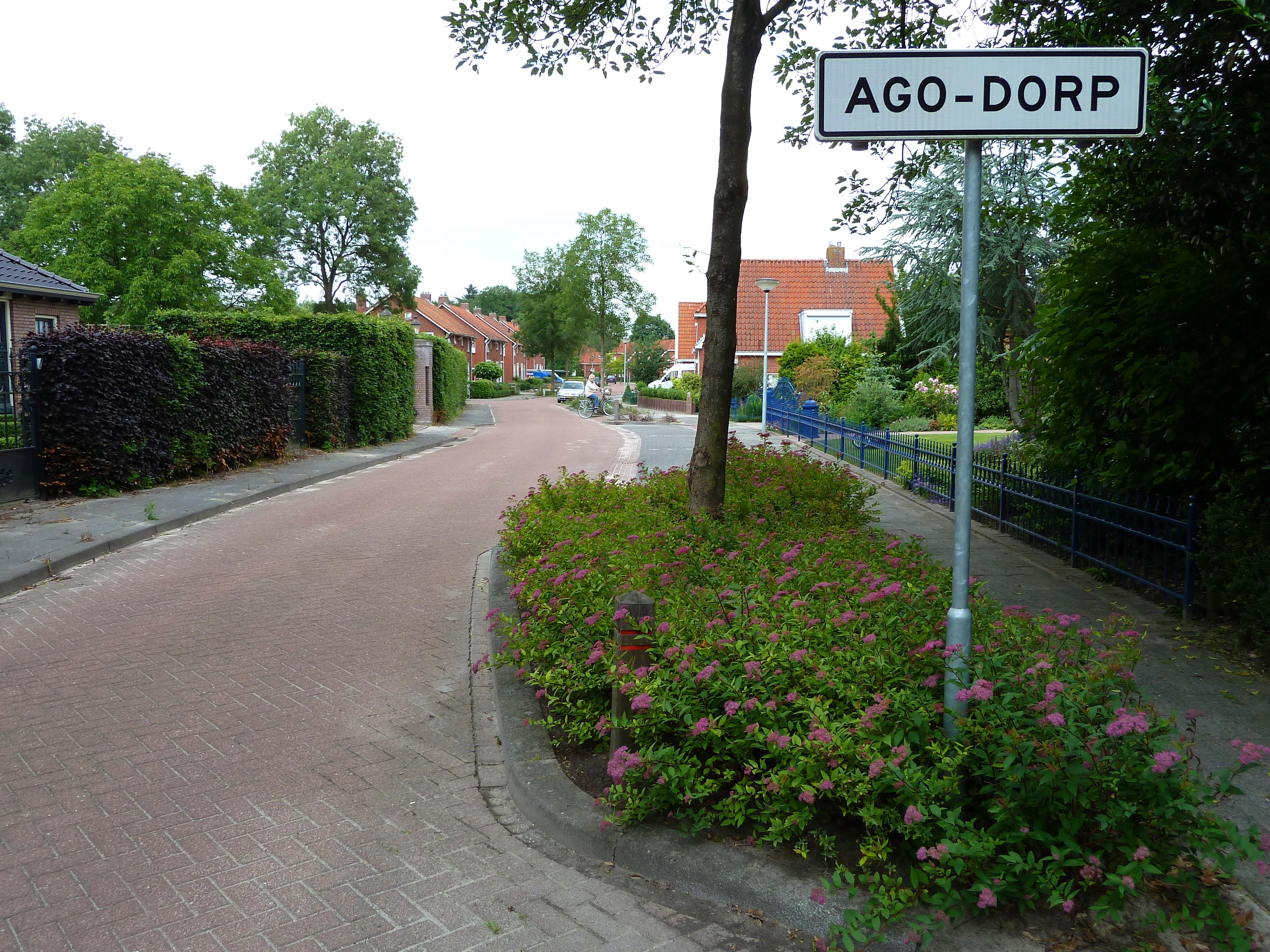
Ingang naar Agodorp vanaf de weg Ruiten A Kanaal Noord

Dorpen: Barnflair · Bellingwolde · Blijham · Bourtange · Jipsingboertange · Oudeschans · Over de Dijk · Sellingen · Ter Apel · Ter Apelkanaal · Veelerveen · Vlagtwedde · Vriescheloo · Wedde · Wedderheide · Zandberg (deels)

Buurtschappen: Agodorp · Borgertange · Borgerveld · Bovenstreek · De Bouwte · De Bruil · De Bult · Den Ham · De Heemen · De Lethe · De Maten · De Oerde · De Straat (Engelkes) · Draaijerij · Ellersinghuizen · Hanetange · Harpel · Hoorn · Hoornderveen · Jipsingboermussel · Jipsinghuizen · Kielhuppen · Klein-Ulsda · Klontjebuurt · Koudehoek · Lammerweg · Laude · Lauderbeetse · Lauderzwarteveen · Laudermarke · Leemdobben · Lieskemeer · Loosterheide · Lutje Ham · Lutjeloo · Morige · Munnekemoer · Nienoordstreekje · Oosteinde · Overdiep · Pallert · Plaggenborg · Poldert · Renneborg · Rhederbrug · Rhederveld · Rijsdam · Roelage · 't Schot · Sellingerbeetse · Sellingerzwarteveen · Slegge · Stakenborg · Stobben · Ter Borg · Ter Haar · Ter Walslage · Ter Wisch · Tjabbesstreek · Veele · Veendijk · Veerste Veldhuis · Verbindingsweg · Vlagtwedder-Veldhuis · Vogelzang · Voorwold · Wedderbergen · Wedderveer · Weende · Weite · Wessingtange · Westeind · De Westert · Winschoterhogebrug (deels) · Winschoterzijl (deels) · Wollingboermarke · Wollinghuizen · Zuidveld · Zandstroom

Groningen: Steden en dorpen      Nederland: Provincies · Gemeenten